# Frank Rijken
Frank Rijken (Westvoorne, 24 november 1996) is een Nederlands turner.
Hij nam deel aan de Europese Spelen 2015 in Baku, wereldkampioenschappen turnen 2015 in Glasgow en met het Nederlands team aan de Meerkamp op de Olympische Zomerspelen 2016 in Rio de Janeiro. Zijn zus Marlies Rijken nam tweemaal deel aan de wereldkampioenschappen turnen.

## Palmares

### Nederlands kampioenschap

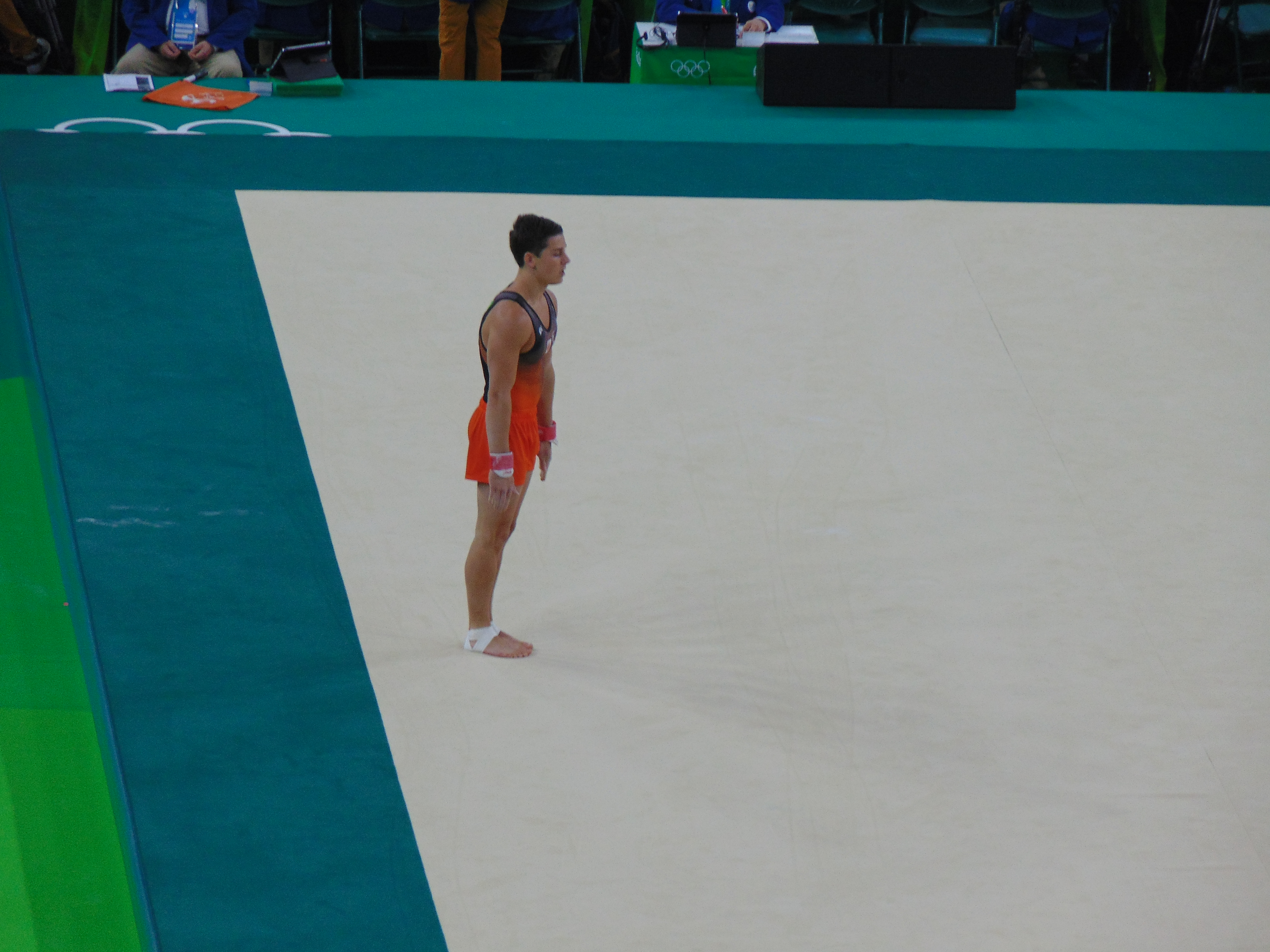
Rijken op de Olympische Zomerspelen 2016

| Discipline | 2007   | 2009   | 2010   | 2012   | 2013   | 2014   | 2015 | 2016   |
| ---------- | ------ | ------ | ------ | ------ | ------ | ------ | ---- | ------ |
| Meerkamp   |        | Zilver | Goud   | Goud   | Zilver | Goud   |      | Zilver |
| Sprong     |        |        | Zilver |        |        |        |      |        |
| Rekstok    |        | Goud   | Zilver | Zilver | Zilver | Goud   |      |        |
| Ringen     |        |        | Zilver |        | Goud   |        |      |        |
| Vloer      | Zilver |        |        | Zilver | Zilver | Goud   |      |        |
| Brug       |        |        | Brons  | Goud   | Goud   | Goud   |      |        |
| Voltige    |        |        | Goud   | Goud   | Goud   | Zilver |      |        |